# Decauville
La Decauville è un'azienda francese specializzata nella costruzione di locomotive, vagoni e strutture ferroviarie in genere. È attiva fin dal 1875: tra il 1891 ed il 1902 è stata anche una casa motociclistica e tra il 1898 ed il 1909 è stata pure una casa automobilistica.

## Storia

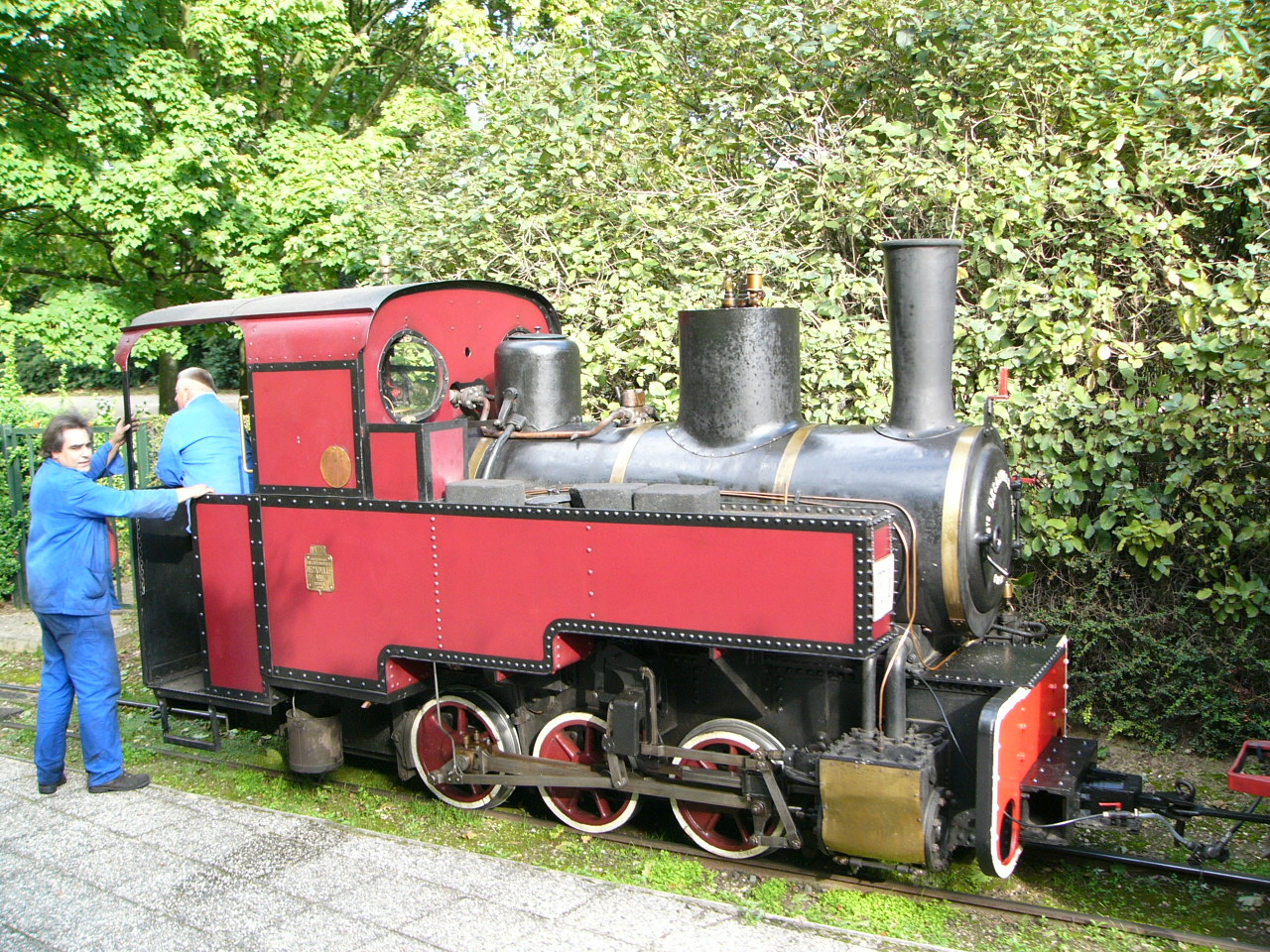
Esempio di locomotiva Decauville per binario a scartamento ridotto

Questa Casa, ancor oggi conosciuta in ambito ferroviario, nacque per volere dell'allora ventinovenne Paul Decauville, fino a quel momento agricoltore. Durante la prima metà del decennio 1870-1880, egli realizzò una ferrovia a scartamento ridotto, di larghezza pari a 400 mm, poi aumentata a 500 mm ed infine a 600 mm.
Queste ferrovie erano caratterizzate da un'importante innovazione, consistente nel fatto di poter essere facilmente smontate e rimontate altrove. Tale caratteristica permise a questa ferrovia di trovare applicazione nel settore terziario (miniere e cave in genere, fabbriche di legname e industrie siderurgiche). Questo tipo di ferrovie a scartamento ridotto utilizzate in ambito industriale sono oggi note come ferrovie Decauville e trovano ancora largo impiego negli stessi settori, oggi come allora.
In seguito, la produzione della Decauville si estese anche a locomotive, vagoni e piccole attrezzature utilizzabili in ambiti industriali analoghi, come carriole e carretti.
La produzione Decauville non si limitò comunque alle sole ferrovie a scartamento ridotto, ma abbracciò anche quelle a scartamento normale ed ai veicoli di carreggiata normale.
La prima locomotiva Decauville a scartamento convenzionale risale al 1896.
In seguito, la concorrenza cominciò a farsi sentire, ma la Decauville non ne accusò più di tanto le conseguenze ed anzi, all'inizio degli anni trenta, la Casa ferroviaria francese ricevette ordini su ordini, e neppure la seconda guerra mondiale riuscì a tagliare le gambe a questa ormai consolidata realtà industriale. La produzione di locomotive arrivò fino al 1960, mentre quella di vagoni ferroviari si fermò nel 1962.
Da lì, la produzione si limitò alle strutture ferroviarie, come agli inizi.

## Motociclette
Dal 1891 al 1902, la produzione della Decauville comprese anche il settore motociclistico: furono realizzati e commercializzati 6 modelli di motociclo, alcuni esemplari dei quali furono addirittura modificati per viaggiare su rotaia, secondo la buona tradizione Decauville. Significative furono le sperimentazioni di tricicli, alcuni dei quali servirono come base per il primo triciclo con motore a scoppio prodotto dalla De Dion-Bouton.

## Automobili

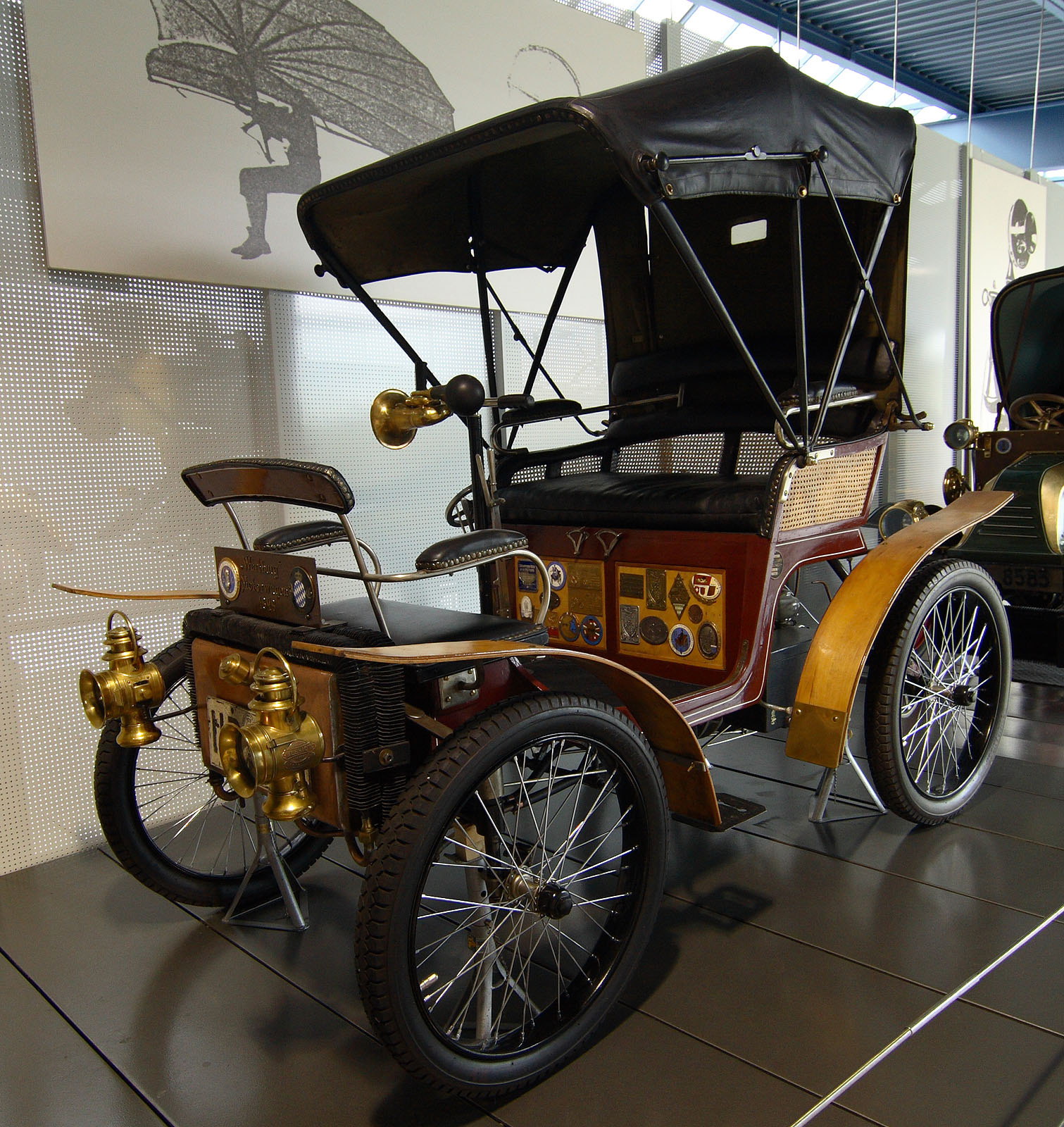
Una Decauville Voiturelle marchiata Wartburg

Nel 1898, la produzione Decauville si estese anche in campo automobilistico. La positiva esperienza maturata con la De Dion-Bouton, che acquistò alcuni suoi tricicli per farne la base dei suoi primi veicoli a benzina spinse la Decauville stessa a cimentarsi in tale campo.
Del 1898 fu la prima vetturetta della Casa, una tre posti dotata di importanti innovazioni e che riscosse un buon successo. Vi fu anche la 8.5 CV, una vettura che conobbe anch'essa un buon successo. Ma in seguito, a partire dal 1907, le richieste subirono un drastico calo, al punto da costringere la Decauville a chiudere con la produzione automobilistica nel 1909. Le ultime vetture furono però vendute fino al 1911.

### Principali modelli automobilistici Decauville
- Voiturelle: era una vetturetta a tre posti affiancati dotata di un bicilindrico da 479 cm³ da 2.8 CV a 959 giri/min. Montava un cambio a 2 marce ed era caratterizzata dal fatto di essere molto modulare per l'epoca, nel senso che la panchetta ed il motore erano facilmente smontabili e sostituibili. Inoltre fu tra le primissime ad adottare le sospensioni anteriori a ruote indipendenti. Ottenne un buon successo di vendite e fu prodotta fino al 1903: dalla Voiturelle derivò anche la 3CV, prodotta dal 1899 al 1901. Inoltre, fin dall'inizio fu prodotta su licenza anche dalla tedesca Wartburg.
- 8.5 CV: prodotta dal 1902 al 1904, fu una vettura di classe media, equipaggiata da un bicilindrico da 1416 cm³, in grado di erogare 8.5 CV di potenza massima a 1200 giri/min.